# Erigone spadix
Erigone spadix là một loài nhện trong họ Linyphiidae.
Loài này thuộc chi Erigone. Erigone spadix được Tord Tamerlan Teodor Thorell miêu tả năm 1875.